# Йорданія на літніх Олімпійських іграх 1988
Йорданія брала участь у Літніх Олімпійських іграх 1988 року у Сеулі (Корея) втретє за свою історію, але не завоювала жодної медалі. Збірну країни представляли 2 жінки.